# 大利市
大利市（英文：Teletext）是香港股市的報價系統。大利市報價機（簡稱大利市機）常見於香港的銀行和證券行，直接接收香港交易所電腦終端機發放的資訊，例如股票價格、成交量等相關資料。隨著串流報價軟件於2000年代中期開始普及，大利市對本港股票投資者的重要性有所減少，但所提供之功能（例如A/B盤、經紀排位）仍得以轉移至後者來繼續提供，甚至以此為基礎研發出不少新的功能，例如是資金流向及智能選股。